# Silo brevicornis
Silo brevicornis là một loài Trichoptera hóa thạch trong họ Goeridae.